# Untermaschwitz

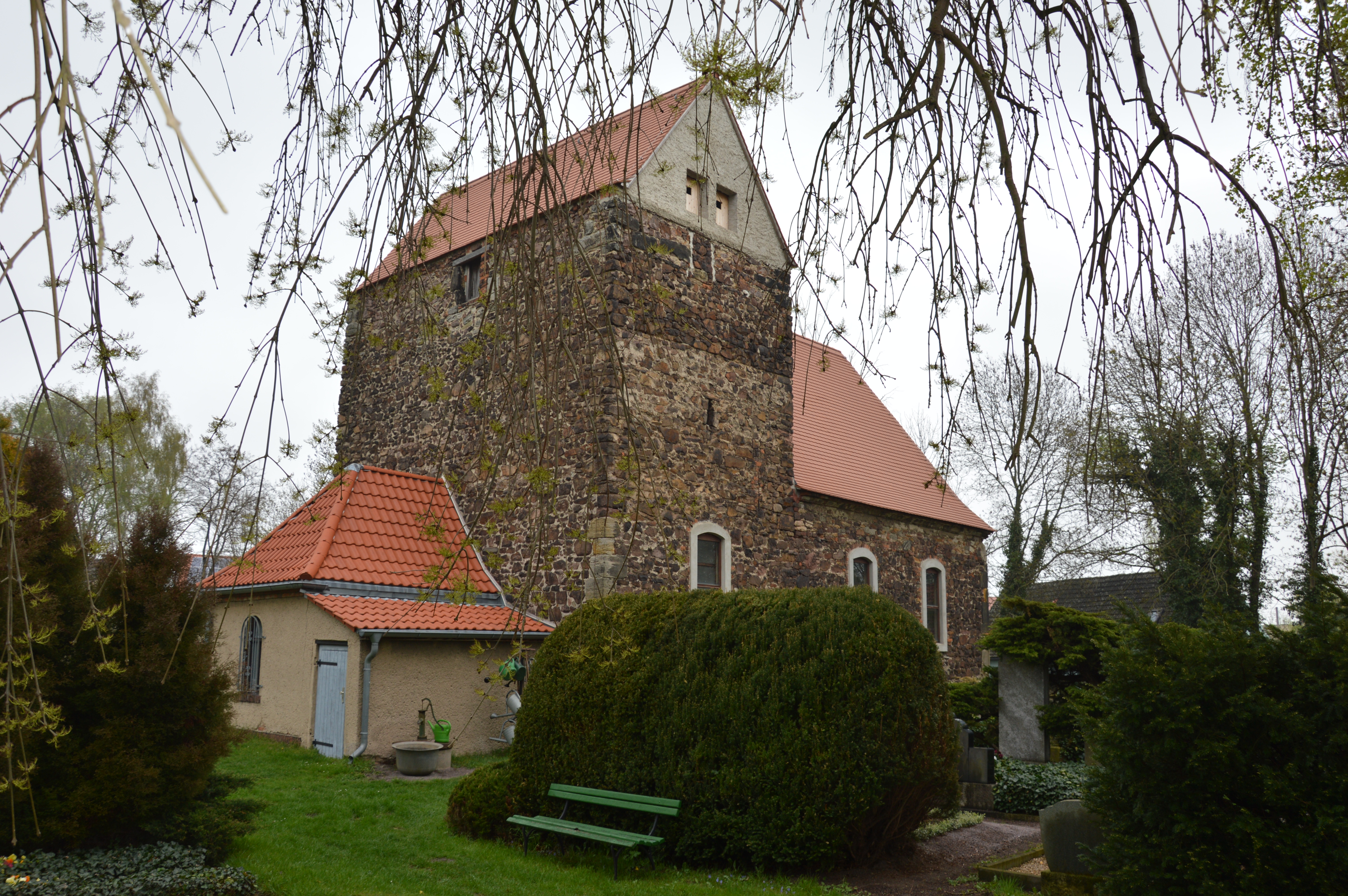
St.-Nicolai-Kirche

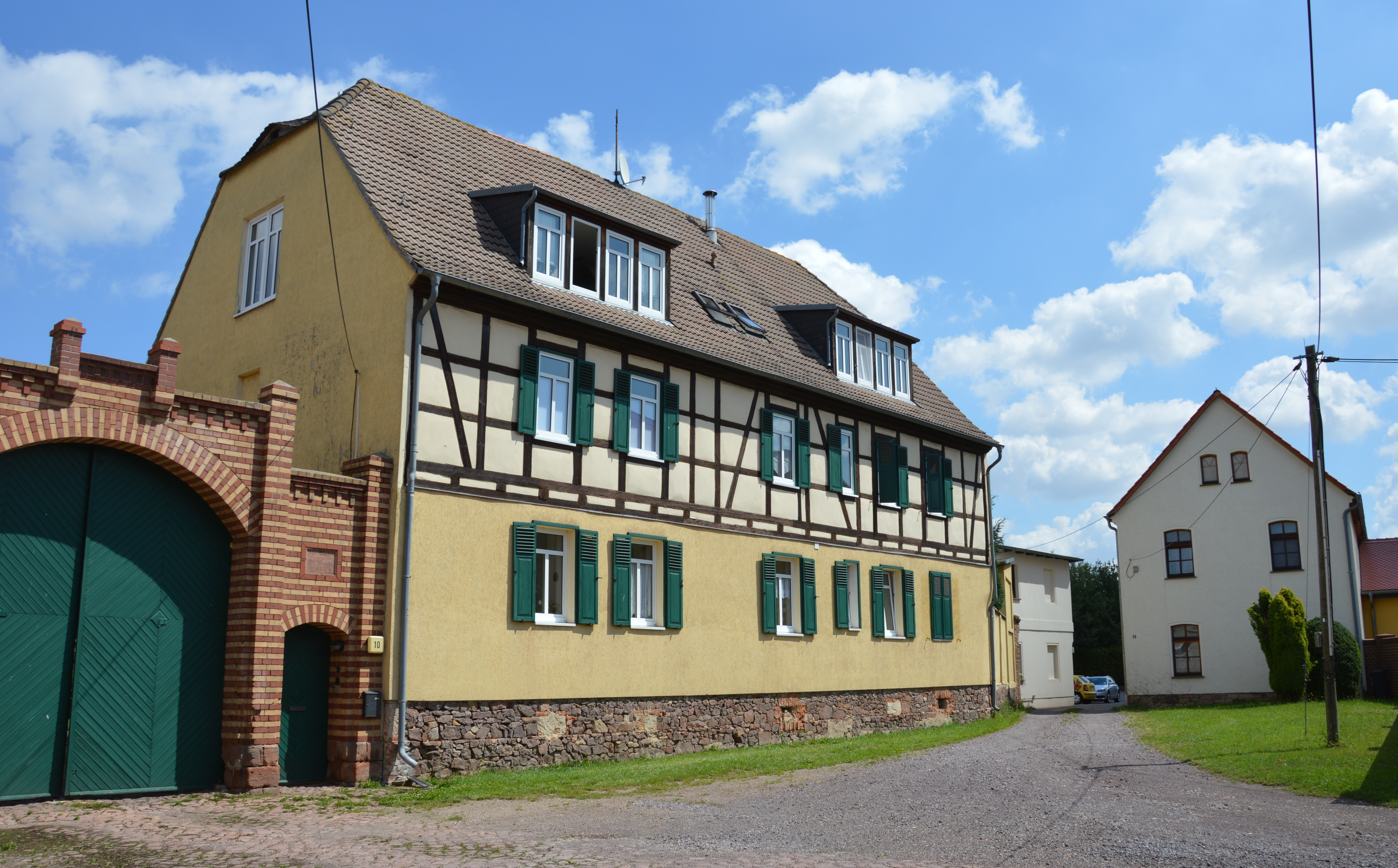
Haus Dorfstraße 10

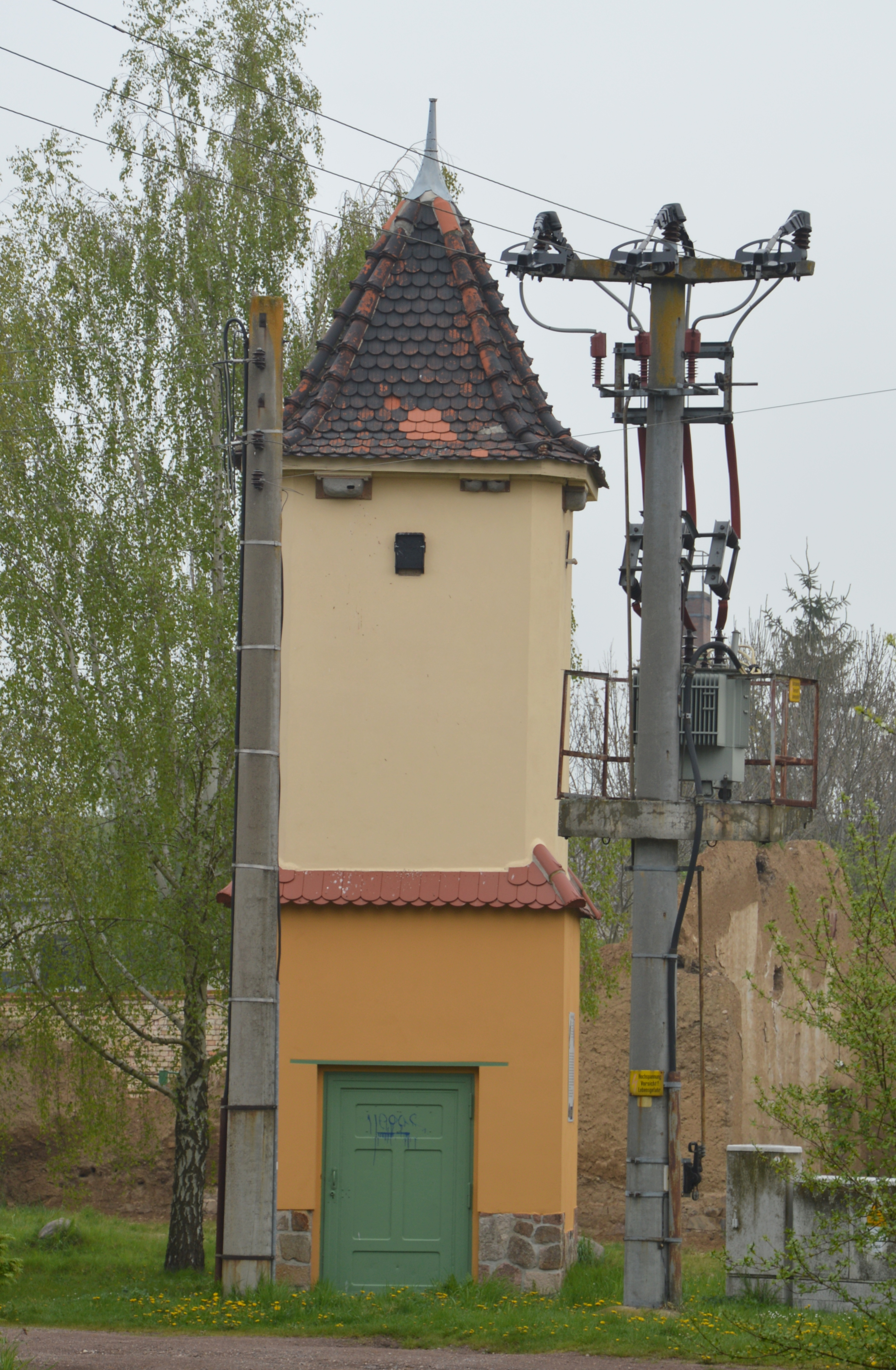
Trafohaus

Untermaschwitz ist ein zur Stadt Landsberg im Saalekreis gehörendes Dorf in Sachsen-Anhalt.

## Lage
Das Dorf gehört zur Landsberger Ortschaft Oppin und liegt nordöstlich von Halle (Saale). Etwas weiter westlich liegt Obermaschwitz. Zwischen Ober und Untermaschwitz liegt die Wüstung Mittelmaschwitz. Im südlichen Teil des Dorfes befindet sich der Dorfteich. Durch das Dorf fließt der Kruggraben.

## Geschichte
Bereits im Jahr 1200 wird das Ministerialgeschlecht von Maschwitz erwähnt. Die von Maschwitz unterhielten im Dorf einen Sattelhof.
Vor dem Dreißigjährigen Krieg bestand der Ort aus etwa 13 Häuser. Im Krieg erfolgte jedoch eine starke Zerstörung. Von einem starken Ausbruchs der Pest in der Region im Jahr 1682 war Untermaschwitz nicht betroffen. Im Jahr 1785 zählte das Dorf 70 Einwohner. Es bestanden drei Bauern, vier kleine Kossaten und vier Häusler. Der Viehbestand wurde mit 240 Schafen, 44 Rindern, 16 Schweinen und 9 Pferden angegeben.
Untermaschwitz gehörte zum Amt Giebichenstein im Saalkreis des Erzstifts Magdeburg. 1680 kam der Ort mit dem Saalkreis zum Herzogtum Magdeburg unter brandenburg-preußischer Herrschaft. Mit dem Frieden von Tilsit wurde Untermaschwitz im Jahr 1807 dem Königreich Westphalen angegliedert und dem Distrikt Halle im Departement der Saale zugeordnet. Der Ort gehörte zum Kanton Neumarkt. Nach der Niederlage Napoleons und dem Ende des Königreichs Westphalen befreiten die verbündeten Gegner Napoleons Anfang Oktober 1813 den Saalkreis. Bei der politischen Neuordnung nach dem Wiener Kongress 1815 wurde der Ort im Jahr 1816 dem Regierungsbezirk Merseburg der preußischen Provinz Sachsen angeschlossen und dem Saalkreis zugeordnet.
1825 hatte das Dorf dann 84 Einwohner in 13 Häusern. Bis 1865 stieg die Bewohnerzahl dann deutlich auf 136 an. Die Fläche wurde mit 924 Morgen verzeichnet. 1885 waren 123 Einwohner und 944 Morgen. Für das Jahr 1905 verzeichnete man fünf größere Güter mit einem Grundsteueraufkommen von 10.295 Mark und 159 Einwohner.
Am 1. April 1938 wurde Ober- mit Untermaschwitz zur Gemeinde Maschwitz zusammengeschlossen. Am 1. Juli 1950 erfolgte dann die Eingemeindung von Maschwitz nach Oppin.

## Bauwerke
Im örtlichen Denkmalverzeichnis ist der Ortskern als Straßenzug Dorfstraße 7, 8, 10–12 als Denkmalbereich eingetragen. Weitere Kulturdenkmäler sind die Kirche St. Nicolai mit dem Friedhof sowie die Häuser Dorfstraße 7 und Dorfstraße 10.